# Breeding the Spawn
Breeding the Spawn è il secondo album in studio del gruppo musicale death metal statunitense Suffocation, pubblicato nel 1993.

## Tracce
1. Beginning of Sorrow – 4:17
2. Breeding the Spawn – 4:47
3. Epitaph of the Credulous – 3:45
4. Marital Decimation – 4:06
5. Prelude to Repulsion – 4:50
6. Anomalistic Offerings – 4:41
7. Ornaments of Decrepancy – 4:42
8. Ignorant Deprivation – 4:50

## Formazione
- Frank Mullen - voce
- Terrance Hobbs - chitarra
- Doug Cerrito - chitarra
- Chris Richards - basso
- Mike Smith - batteria